# Senato (Barbados)
Il Senato di Barbados (in inglese Senate of Barbados) è la camera alta del parlamento dello stato caraibico barbadiano. È composto da 21 senatori, nominati dal Presidente di Barbados, di cui 7 sono scelti a esclusiva discrezione del Presidente, 12 su consiglio del Primo Ministro e 2 su consiglio del capo dell'opposizione.